# 양산 유나이티드 FC
양산 유나이티드 FC는 경상남도 양산시에 위치한 K5리그 경남 부산 리그에 참가 중인 아마추어 축구단이다.
2024년까지 양산 어곡 FC라는 팀명을 사용하다가 2025년에 변경했다.

## 역사
2018년 K6리그 경남 리그에서 5위를 기록하며 승격.
2019년 K5리그 경남 부산 리그에서 3위.
2020년 K5리그 경남 부산 리그에서 2위.
2021년 K5리그 경남 부산 리그에서 4위.
2022년 K5리그 경남 부산 리그에서 2위.
2023년 K5리그 경남 부산 리그에서 1위.
2024년 K5리그 경남 부산 리그에서 1위.
2023년 K5리그 챔피언십 3위.
2024년 K5리그 챔피언십 8강.